# Пиротска овца
Пиротската овца (на сръбски: пиротска овца или pirotska ovca) е традиционна грубовълнеста местна порода овце, произхождаща от типа цакел.

## Разпространение
Породата е разпространена в днешна Източна Сърбия - главно в района на Пирот. С намаляването на общия брой на овцете в региона и с кръстосването с други породи (мериносови, свърлишка и други) броят на пиротските овце също е намалял. Смята се, че е сходна с реплянската овца.

## Описание и характеристика на породата
Пиротската овца спада в групата на дългоопашатите породи овце. Овцете са безроги, а кочовете – с рога. Те са предимно бели, в по-редки случаи – черни. Живото тегло на майките е 36 – 41 кг, а на кочовете 50 – 55 кг. Вълнодобивът е съответно 1,2-1,4 и 1,5 кг. непрана вълна. Нежността на влакната е около 40 микрона, а рандеманът – около 60%.
Млечността на пиротската овца е около 75-80 литра на лактационен период. Според някои изследвания средната ѝ млечност е 77,5 литра, а лактационният период продължава 192 дни. Плодовитостта на пиротската овца е 110-115%.
След 1954 година чрез кръстосване на местните пиротски овце с овни от породите мерино арл и вюртенбергска мериносова се създава т.нар пиротска подобрена овца (на сръбски: пиротска оплемењена овца).

## Гостушка овца
Някои автори (Димитрийе Хаджипешич и други) отделят в породата т.нар. Гостушка овца, разпространена във Висок. Тази планинска овца е с по-малко тегло (30-35 кг.) и млечност (60-70 литра) от останалите местни овце и е с по-къса опашка.  Според други автори гостушката овца е разновидност на свърлишката.